# Аблон
Абло́н (фр. Ablon) — коммуна во Франции, в регионе Нижняя Нормандия. Департамент коммуны — Кальвадос. Входит в состав кантона Онфлёр. Округ коммуны — Лизьё.
Код INSEE коммуны – 14001.

## Население
Население коммуны на 2010 год составляло 1189 человек.
| 1962 | 1968 | 1975 | 1982 | 1990 | 1999 | 2010 |
| ---- | ---- | ---- | ---- | ---- | ---- | ---- |
| 852  | 866  | 838  | 880  | 940  | 1044 | 1189 |

## Экономика
В 2010 году среди 774 человек трудоспособного возраста (15–64 лет) 568 были экономически активными, 206 — неактивными (показатель активности — 73,4 %, в 1999 году было 71,1 %). Из 568 активных жителей работали 543 человека (289 мужчин и 254 женщины), безработных было 25 (6 мужчин и 19 женщин). Среди 206 неактивных 52 человека были учениками или студентами, 77 — пенсионерами, 77 были неактивными по другим причинам.